# Иванов, Виктор Иванович
Ви́ктор Ива́нович Ивано́в (род. 2 августа 1924, Москва, СССР) — советский и российский живописец, педагог. Академик АХ СССР (1988; член-корреспондент 1978). Народный художник СССР (1990). Лауреат Государственной премии СССР (1968), Государственной премии РСФСР имени Репина (1989) и Государственной премии Российской Федерации (1996).

## Биография
Родился 2 августа 1924 года в Москве.
До 1939 года учился в изостудии центрального Дома пионеров (мастерская В. А. Воронина и А. М. Михайлова). В 1939—1944 годах обучался в Московской средней художественной школе при МГХИ им. В. И. Сурикова (мастерская В. В. Почиталова). В 1945—1950 годах учился в Московском государственном художественном институте им. В. И. Сурикова (мастерская А. М. Грицая).
С 1950 года — активный участник московских, республиканских, всесоюзных выставок.
В 1950—1952 годах преподавал в Московской средней художественной школе.

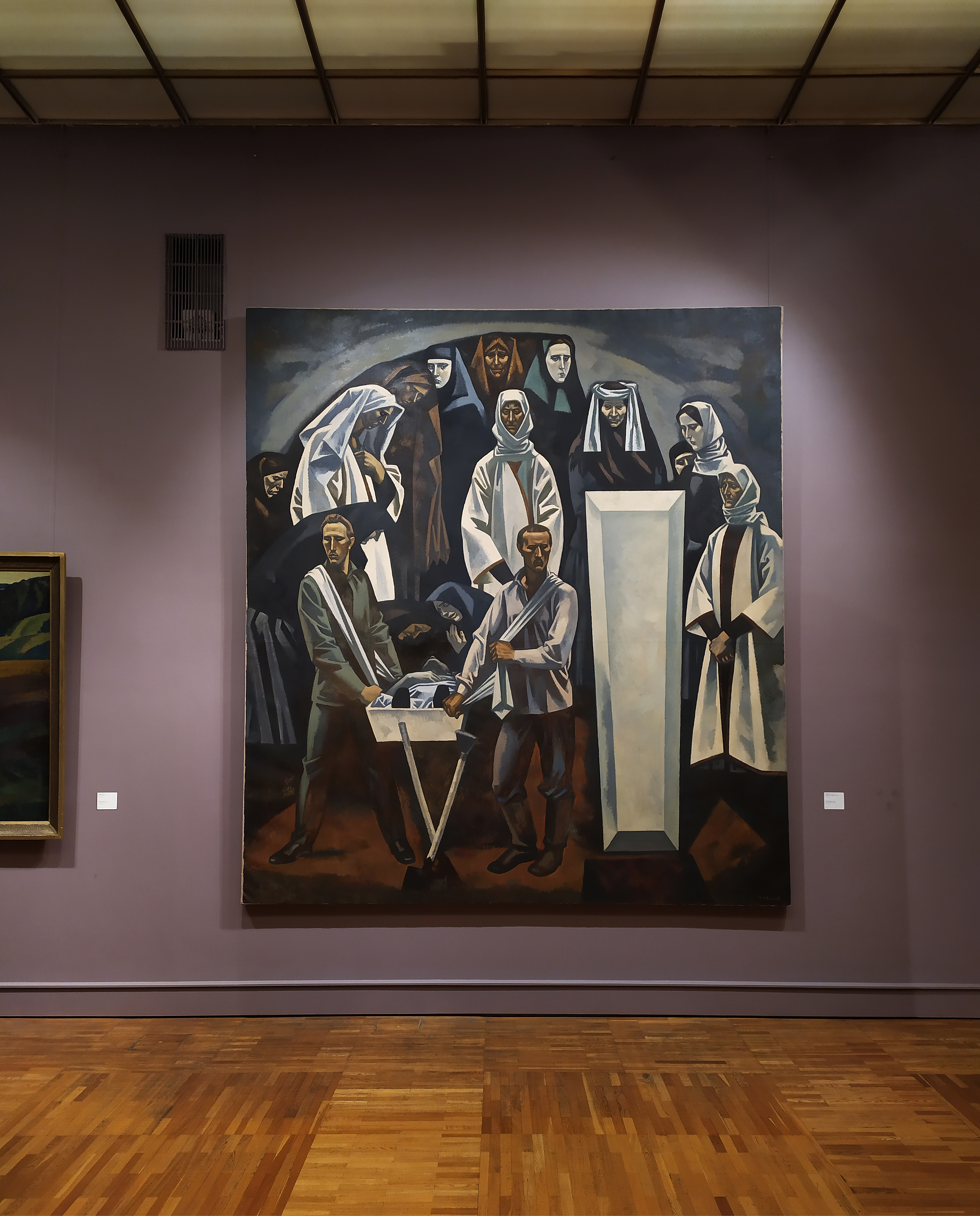
Картина «Похороны в Исадах» (1962—1983) в экспозиции Третьяковской галереи

В 1957 году начал работу над произведениями, посвященными людям Рязанщины. Самая известная работа этого года — «Станция Шелухово», воспроизведённая в первом монографическом альбоме В. Иванова.
В 1957—1967 годах работал над большим циклом «Русские женщины»: «В годы войны» (1958—1967), «Рязанские луга» (1962—1971), «Полдник» (1963—1966), «Уборка картошки» (1967).
В 1959—1962 годах — творческая поездка в Египет, Сирию, Италию, Кубу, Мексику.
В 1968—1981 годах — секретарь правления Союза художников РСФСР
В 1988 году избран действительным членом Академии художеств СССР. Член СХ СССР с 1951 года. Действительный член Петровской академии наук и искусств (2002)
В 2004 году в Рязани при Рязанском художественном музее была открыта галерея «Виктор Иванов и земля Рязанская».

## Творчество

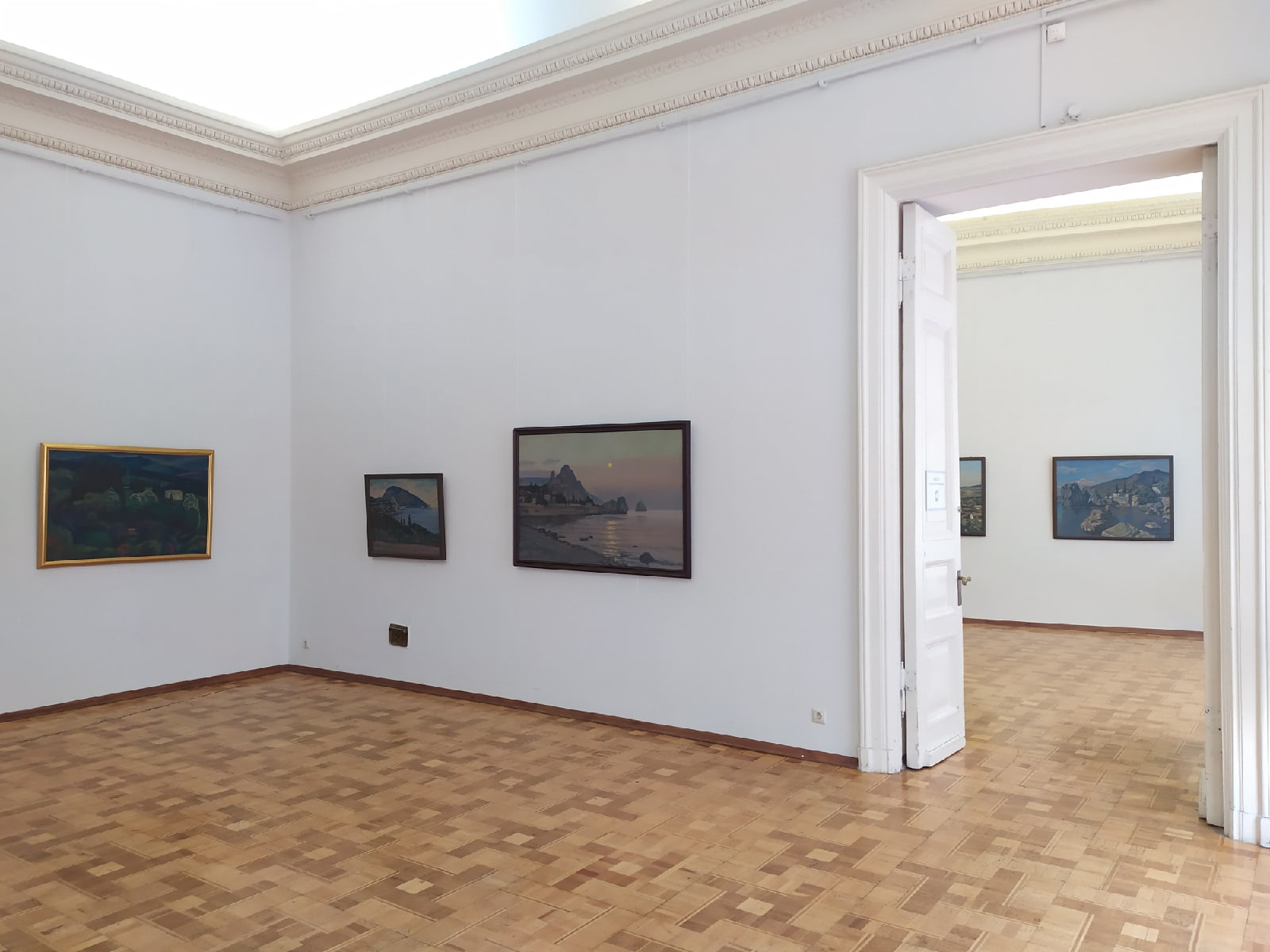
Произведения Виктора Иванова на его персональной выставке «Крым» в залах Российской Академии художеств, 2021 год.

Автор многочисленных жанровых картин из деревенской жизни. Его работы отличаются монументальностью, острой выразительностью композиционных построений, суровостью колорита. Персональные выставки проходили в Москве в 1976, 1982, 1995, 1998, 2016, 2021 годах.
Работы художника хранятся в Государственной Третьяковской галерее, Государственном Русском музее, Киевском музее русского искусства, Рязанском областном художественном музее и многих других музеях и галереях России и мира, а автопортрет художника с 1983 года находится в галерее Уффици (Флоренция).

### Основные произведения
- «Семья. 1945 год» (1957—1964), ГРМ
- «В шалаше на покосе» (1961), ГРМ
- «Полдник» (1964—1966), ГТГ
- «Рязанские луга» (1962—1967), ГТГ
- «Похороны в Исадах» (1962—1983), ГТГ
- «Родился человек» (1969), ГРМ
- Автопортрет (1969), ГРМ
- «На Оке» (1972), ГТГ,
- «В кафе „Греко“» (1974), Саратовский художественный музей
- «Внучка» (1976), Каунасский художественный музей
- «Под мирным небом» (1982), ГТГ
- Автопортрет (1983), Галерея Уффици
- «Ледоход» (1987), ГРМ
- «Косцы» (1991), Рязанский художественный музей
- «Николай Агафонович Туркин» (2018), ГРМ

## Награды и звания
- Заслуженный художник РСФСР (1968)
- Народный художник РСФСР (1976)
- Народный художник СССР (1990)
- Государственная премия СССР (1968) — за картины «Семья. 1945 г.» (1958—1964), «На покосе. В шалаше» (1961) и «Полдник» (1964—1966)[3].
- Государственная премия РСФСР имени И. Е. Репина (1989) — за картины «Похороны в Исадах» (1962—1983), «Ледоход» (1987)
- Государственная премия Российской Федерации (1996) — за серию живописных произведений, представленных на персональной выставке в Российской академии художеств в 1995 году
- Орден «За заслуги перед Отечеством» IV степени (2025) — за вклад в развитие отечественной культуры и искусства, многолетнюю плодотворную деятельность[4]
- Орден Почёта (2000) — за заслуги перед государством, многолетнюю плодотворную деятельность в области культуры и искусства, большой вклад в укрепление дружбы и сотрудничества между народами[5]
- Орден Дружбы (1995) — за заслуги перед государством, успехи, достигнутые в труде, большой вклад в укрепление дружбы и сотрудничества между народами[6]
- Медаль «Ветеран труда»
- Медаль «В память 850-летия Москвы»
- Золотая медаль АХ СССР (1985) — за серию живописных и графических произведений, посвященных рязанской земле и ее людям
- Серебряная медаль АХ СССР (1963) — за серию работ «Куба»
- Премия Центрального Федерального округа РФ «За многолетнее плодотворное служение Отечественной культуре» (2008)
- Премия МОСХ — за серию работ «Под мирным небом» (1982)
- Международная премия им. М. Шолохова (2001)
- Художественная премия им. Н. Крымова (2002)
- Почётный гражданин Спасского района Рязанской области (1998)
- Почётный гражданин Рязанской области (2005)[7]